# فرانک جی. آبل
فرانک جی. آبل (انگلیسی: Frank G. Abell; ۲۰ سپتامبر ۱۸۴۴ – ۲۰ ژوئیهٔ ۱۹۱۰) یک عکاس آمریکایی فعال در غرب ایالات متحده در اواخر قرن ۱۹ و اوایل قرن ۲۰ بود.
آبل در روسکو، ایلینوی در سال ۱۸۴۴ در خانواده‌ای کشاورز به دنیا آمد.  او به همراه پدرش، فرانکلین آبل و مادرش امیلی بردلی در سال ۱۸۵۷ به کالیفرنیا نقل مکان کردند.
در سال ۱۸۶۲ در سن ۱۸ سالگی به شرکت ویلیام شو در سانفرانسیسکو پیوست و با آموختن حرفه عکاسی برای چهار سال آینده شغل خود را تثبیت کرد. او در سال ۱۸۶۶ نمایشگاه عکاسی ستارگان آبل را در استوکتون افتتاح کرد و بعد از آن در سال ۱۸۶۷ به سانفرانسیسکو بازگشت. سال بعد، او در سال ۱۸۷۷ از طریق گرس ولی، رد بلاف و وایریکا به سمت شمال رفت و به رسبورگ، اورگن رفت.
او از سال ۱۸۷۸ تا ۱۸۸۸ در پورتلند مشغول کار شد، بعد از آن به سانفرانسیسکو بازگشت، ولی بار دیگر از ۱۸۹۷ تا ۱۹۰۷ به پورتلند نقل مکان کرد.
او از اولین فرماندار ایالت اورگان، جوزف لین، در سال ۱۸۷۹ یا ۱۸۸۰ عکس گرفت.
او در سال ۱۹۱۰ در تاکوما، واشینگتن درگذشت.